# بانوسة
بَانُوسَةُ أو بونزا[بحاجة لمصدر] (بالإيطالية: Isola Di Ponza) هي أكبر جزر الأرخبيل البونتيني الإيطالي وتقع على بعد 33 كيلومترًا إلى الجنوب من كيبي تشرتشو في البحر التيراني.
|التاريخ=May 2015
}}</ref> هي أيضًا تسمية البلدية في الجزيرة، وهي جزء من مقاطعة لاتينا في إقليم لاتسيو.

## المناخ
يظهر الجدول التالي التغييرات المناخية على مدار السنة لبونزا:
| البيانات المناخية لـبونزا                           | البيانات المناخية لـبونزا | البيانات المناخية لـبونزا | البيانات المناخية لـبونزا | البيانات المناخية لـبونزا | البيانات المناخية لـبونزا | البيانات المناخية لـبونزا | البيانات المناخية لـبونزا | البيانات المناخية لـبونزا | البيانات المناخية لـبونزا | البيانات المناخية لـبونزا | البيانات المناخية لـبونزا | البيانات المناخية لـبونزا | البيانات المناخية لـبونزا |
| الشهر                                               | يناير                     | فبراير                    | مارس                      | أبريل                     | مايو                      | يونيو                     | يوليو                     | أغسطس                     | سبتمبر                    | أكتوبر                    | نوفمبر                    | ديسمبر                    | المعدل السنوي             |
| --------------------------------------------------- | ------------------------- | ------------------------- | ------------------------- | ------------------------- | ------------------------- | ------------------------- | ------------------------- | ------------------------- | ------------------------- | ------------------------- | ------------------------- | ------------------------- | ------------------------- |
| الدرجة القصوى °م (°ف)                               | 17.4 (63.3)               | 20.0 (68.0)               | 22.0 (71.6)               | 22.4 (72.3)               | 28.2 (82.8)               | 31.8 (89.2)               | 37.2 (99.0)               | 35.6 (96.1)               | 32.6 (90.7)               | 27.3 (81.1)               | 23.4 (74.1)               | 19.6 (67.3)               | 37.2 (99.0)               |
| متوسط درجة الحرارة الكبرى °م (°ف)                   | 12.1 (53.8)               | 12.1 (53.8)               | 13.5 (56.3)               | 15.7 (60.3)               | 20.3 (68.5)               | 24.5 (76.1)               | 27.4 (81.3)               | 28.0 (82.4)               | 24.6 (76.3)               | 20.3 (68.5)               | 16.0 (60.8)               | 13.2 (55.8)               | 19.0 (66.2)               |
| المتوسط اليومي °م (°ف)                              | 10.4 (50.7)               | 10.3 (50.5)               | 11.4 (52.5)               | 13.3 (55.9)               | 17.5 (63.5)               | 21.4 (70.5)               | 24.2 (75.6)               | 25.0 (77.0)               | 22.0 (71.6)               | 18.3 (64.9)               | 14.2 (57.6)               | 11.7 (53.1)               | 16.6 (61.9)               |
| متوسط درجة الحرارة الصغرى °م (°ف)                   | 8.8 (47.8)                | 8.4 (47.1)                | 9.3 (48.7)                | 11.0 (51.8)               | 14.8 (58.6)               | 18.4 (65.1)               | 21.1 (70.0)               | 21.9 (71.4)               | 19.4 (66.9)               | 16.2 (61.2)               | 12.5 (54.5)               | 10.0 (50.0)               | 14.3 (57.7)               |
| أدنى درجة حرارة °م (°ف)                             | −2.0 (28.4)               | −0.5 (31.1)               | −2.6 (27.3)               | 2.8 (37.0)                | 7.8 (46.0)                | 10.2 (50.4)               | 13.4 (56.1)               | 15.0 (59.0)               | 11.5 (52.7)               | 7.0 (44.6)                | 2.2 (36.0)                | 0.6 (33.1)                | −2.6 (27.3)               |
| الهطول مم (إنش)                                     | 64.2 (2.53)               | 63.2 (2.49)               | 40.5 (1.59)               | 40.4 (1.59)               | 20.3 (0.80)               | 17.2 (0.68)               | 13.3 (0.52)               | 18.1 (0.71)               | 65.4 (2.57)               | 109.2 (4.30)              | 111.3 (4.38)              | 76.2 (3.00)               | 639.3 (25.17)             |
| متوسط أيام هطول الأمطار (≥ 1.0 mm)                  | 7.9                       | 7.2                       | 6.2                       | 6.6                       | 3.5                       | 2.0                       | 0.9                       | 2.1                       | 5.1                       | 8.0                       | 9.0                       | 8.7                       | 67.2                      |
| متوسط الرطوبة النسبية (%)                           | 75                        | 74                        | 75                        | 77                        | 77                        | 74                        | 73                        | 75                        | 76                        | 77                        | 73                        | 74                        | 75                        |
| المصدر: Servizio Meteorologico (humidity 1961–1990) |                           |                           |                           |                           |                           |                           |                           |                           |                           |                           |                           |                           |                           |